# Estación de Albergaria dos Doze
La Estación de Albergaria dos Doze, más conocida como Estación de Albergaria dos Doze, es una plataforma de la Línea del Norte, que sirve a la localidad de Albergaria dos Doze, en el Distrito de Leiría, en Portugal.

## Historia

### sigloXXI
En enero de 2011, se previó durante el segundo trimestre de 2012, la realización de obras de mantenimiento de catenaria en esta estación, con el objetivo de asegurar la fiabilidad de esta infraestructura.

## Características

### Localización y accesos
El acceso es efectuado por la Avenida de la Estación, junto a la localidad de Albergaria dos Doze.

### Descripción física
En enero de 2011, presentaba 3 vías de circulación, con 744, 725 y 639 metros de longitud; las plataformas tenían 255 y 234 metros de extensión, y 55 centímetros de altura.